# ジョーン・セヴェランス
ジョーン・セヴェランス（英: Joan Severance、1958年12月23日-）はアメリカの女優である。

## 略歴
テキサス州に生まれる。学費を稼ぐためにモデルを始める。地元のミスコンテストで受賞してパリ旅行券を獲得したのをきっかけにパリに移住、そこでもモデルとして活躍。シャネル、ヴェルサーチ関連の仕事をする。その後、女優に転進。
『バード・オン・ワイヤー』で、メル・ギブソン、ゴールディ・ホーンと共演。

## 出演作
- 見ざる聞かざる目撃者 See No Evil, Hear No Evil (1989)
- ゴールデンボンバー No Holds Barred (1989)
- バード・オン・ワイヤー Bird on a Wire (1990)
- 僕のワイフはレンタル中 Almost Pregnant (1992)
- 湖畔の欲望（英語版） Lake Consequence (1993)
- ブラック・スコルピオン（英語版） Black Scorpion (1995)
- 侵入者 Payback (1995)
- 囁く女 Cause of Death (2000)

## こぼれ話
ロキシー・ミュージックの『Fresh + Blood』がお気に入りのアルバムだという。同バンドの『My Only Love』のビデオクリップにも出演している。